# Rønde
Rønde é um município da Dinamarca, localizado na região central, no condado de Arhus.
O município tem uma área de 101 km² e uma  população de 6 851 habitantes, segundo o censo de 2003.